# F.C. Kiærskou
Frederik Christian Jacobsen Kiærskou (ved dåben: Kiærschou) (født 26. marts 1805 i København, død 6. juni 1891) var en dansk landskabsmaler. Han var far til Hanne Unna.

## Opvækst og uddannelse
Kiærskou var søn af kopist i Politiretten Frederik Jacob Kiærskou og Susanne Dorothea født Lind. Hans forældre døde da han var 9 år, og han blev derfor sat i Waisenhusets skole.
Efter sin konfirmation kom han ind i Kunstakademiets ornamentklasser, hvor han gik i nogle år. Samtidig var han blevet sat i malerlære for at uddanne sig til dekorationsmaler, da landskabsmaler Jens Peter Møller anså det for en sikrere levevej end at blive kunstner. Imidlertid begyndte han at rykke op i Akademiets skoler, fra Frihåndstegneskolen til Gibsskolen (1827), og da han som dekorationsmaler (malersvend) hos Hambros enke må have anset sin stilling som sikret, giftede han sig 24. november samme år med Ida Gindrup (død 6. november 1880).

## Karriere
Han vedblev dog at besøge Akademiet, rykkede i 1830 op i modelskolen og vandt ved sommerkonkursen i 1832 et accessit og i 1833 en pengepræmie som landskabsmaler. Han havde nemlig dels på Eckersbergs, dels på J.L. Lunds malerskoler ihærdigt lagt sig efter landskabsmaleriet og var allerede begyndt at udstille i dette fag fra 1826. Hans billeder vandt hurtigt anerkendelse, og i 1837 var Akademiet villigt til at anbefale ham til Fonden ad usus publicos, men rådede ham dog til hellere at vente.
Da det endnu ikke var lykkedes ham i 1840 at opnå rejseunderstøttelse, rejste han til Fyn til en svoger, som synes at være den, der lånte ham penge til udenlandsrejsen, og der fra over Hamborg til Dresden og München. I 1841-42 fik han endelig Akademiets sædvanlige rejsestipendium. I München, hvis malerskoles indflydelse vedblev at spores hos ham, navnlig i behandlingen af træernes løvværk, var han så heldig at sælge flere billeder til grev A.W. Moltke, som også i hjemmet havde støttet ham; ligeledes havde Kunstforeningen både før og under rejsen købt billeder af ham. 
Da han i forsommeren 1843 var kommet hjem, agreeredes han efter at have indsendt et parti fra Etschdalen og nogle skitser og fik til opgave at male et Landskab i en tyrolsk Bjærgegn. For dette billede blev han 1845 medlem af Akademiet. I 1848 blev han tillige medlem af Kunstakademiet i Stockholm, og i 1859 fik han titel af professor.
Af hans større billeder ejes flere af grev Moltke-Bregentved, ligesom han ofte solgte billeder til udlandet, Sverige, Tyskland og Amerika. Hans største billede, et portrætlandskab med Bernstorff Slot, blev malet som brudegave til prinsesse Alexandra af Wales (1863) og er nu i England.
I Den Kongelige Malerisamling findes et landskab fra Blekinge (udstillet 1855), hvori blæsevejrsstemning virkningsfuldt er gengivet, og et Sjællandsk Landskab (udstillet 1871); desuden ejer samlingen tre af hans ungdomsarbejder. 
Kiærskou fik fra 1867 medlemsbolig på Charlottenborg.
Siden 1865 havde han været tilsynshavende (konservator) ved den Moltkeske Malerisamling. Han blev titulær professor 1859 og Ridder af Dannebrog 1874. 
Han er malet af Just Holm 1862 (Frederiksborgmuseet), David Monies 1867 og Henrik Olrik 1871 (hos udstillingskomiteen på Charlottenborg). Portrætteret på Monies' maleri af et kunstnerselskab, litograferet af Kiærskou. Litografi af Peter Gemzøe.
Kiærskou døde den 6. juni 1891, hvor han uden foregående ildebefindende pludselig faldt død om. 

## Billeder
| - Værker af F.C. Kiærskou - Rundforbi i Nærum, 1834 - Ruiner af Koldinghus, 1837 - Frederiksborg Slot set fra en lysning, 1847 - Søllerød Sø, 1850 - Parti fra Amager med etatsråd L.P. Holmblads oliemølle og stearinlysfabrik, 1851 - Klippelandskabet Djupadal i Blekinge, 1855 - Blæsevejr, 1858 - Fiskere og badende i Århusbugten, 1859 - Parti fra Tyrol imellem Balizen og Trient, 1860 - Vinterdag med legende børn, 1872 - Sommeraften ved Silkeborgsøerne, 1880 - Ved fiskerlejet Sletten, frisk kuling, 1882 - Ildebrand på Christianshavn. Uklar datering - Måneskin over en fjord, Skotland. Uklar datering - Udsigt over Mariager Fjord, i forgrunden Klosterkirken. Uklar datering |